# Heinz Hornig
Heinz Hornig (* 28. September 1937 in Gelsenkirchen) ist ein ehemaliger deutscher Fußballspieler. Er spielte als Stürmer für den 1. FC Köln, mit dem er 1964 Deutscher Meister und 1968 Pokalsieger wurde. Hornig war 1965 und 1966 siebenmal für die deutsche Nationalmannschaft im Einsatz und wurde mit ihr 1966 in England Vize-Weltmeister.

## Laufbahn

### Gelsenkirchen und Essen, bis 1962
Hornig wurde in Gelsenkirchen geboren und bei der dortigen Eintracht begann er auch Fußball zu spielen. Nach der Jugend spielte er bis 1957 mit Eintracht in der 2. Liga West. Unter Ex-Nationalspieler Karl Hohmann als Trainer debütierte Hornig in der Saison 1956/57 an der Seite von Mitspielern wie Hans Nowak und Gerhard Pastoors in der 2. Liga. Der schnelle und trickreiche Linksaußen fiel Bundestrainer Sepp Herberger früh auf. Schon 1957, mit 19 Jahren, berief er ihn in die deutsche Fußballnationalmannschaft der Amateure. Er debütierte am 15. Mai in Glasgow im Spiel gegen Schottland und erzielte das Tor zum 1:1-Remis für die Mannschaft von Spielführer Herbert Schäfer. Hornig war linker und Matthias Mauritz rechter Flügelstürmer der DFB-Amateure. Zehn Tage später stürmte er auch in der Juniorenauswahl U 23 am 26. Mai beim 1:1 gegen die Tschechoslowakei am linken Flügel. Danach nahm er das Angebot von Schalke 04 an, hatte aber nach den damaligen DFB-Statuten als Amateurnationalspieler zuerst eine zwölfmonatige Sperre abzusitzen. Genau 1958 wurde "Königsblau" aber Deutscher Meister und das Flügeltalent konnte sich 1958/59 nicht gegen den langjährigen Nationalstürmer Bernhard Klodt durchsetzen und kam zu nur zwei Einsätzen in der Fußball-Oberliga West. Sein Debüt in der Oberliga hatte er am 24. August 1958 bei der Partie beim VfL Bochum, am 30. November 1958 kam er beim Heimspiel gegen den Meidericher SV nochmals zum Einsatz. Nach diesen zwei verlorenen Jahren – am Rundenende 1958/59 lief er aber noch zum dritten Mal in der Amateurnationalmannschaft bei einem Länderspiel gegen England (2:0) auf, wobei Mittelstürmer Erwin Stein beide Treffer erzielte – versuchte Hornig bei Rot-Weiss Essen einen Neuanfang in der Oberliga West.
Er gehörte auch 1959/60 in der Mannschaft von Trainer Willi Multhaup – Helmut Rahn hatte sich dem 1. FC Köln angeschlossen – an der Seite der Routiniers Fritz Herkenrath, Willi Vordenbäumen und Heinz Wewers sofort dem Kreis der Stammspieler an. So absolvierte er für die Bergeborbecker beim Erreichen des vierten Ranges in der Oberliga West 28 Spiele und erzielte dabei zwölf Tore. Einen persönlichen Triumph erlebte er am fünften Spieltag, dem 20. September 1959, als ihm in der 87. Spielminute beim Heimspiel vor 35.000 Zuschauern im Stadion an der Hafenstraße gegen seinen Ex-Verein Schalke 04 der Siegtreffer zum 3:2 gelang. In seinem zweiten Jahr in Essen, 1960/61, stieg RWE überraschend in die 2. Liga West ab, wo es 1961/62 den fünften Platz belegte; Hornig erzielte in 27 Ligaspielen zehn Tore an der Seite von Mitspielern wie Werner Kik, Otto Rehhagel und Herbert Weinberg. Danach brach er seine Zelte in Essen ab und wechselte in die Domstadt, wo er ein Angebot des 1. FC Köln annahm.

### Erfolge in Köln, 1962 bis 1970
Mit Köln feierte der Flügelflitzer große Erfolge und verbesserte auch seine persönliche Leistungsfähigkeit. In der ersten Saison 1962/63 feierte er nach 21 Einsätzen und vier Treffern mit Trainer Zlatko Čajkovski und den Mitspielern Hans Schäfer und Karl-Heinz Schnellinger die Meisterschaft in der Oberliga West und zog in die Endrunde und ins Endspiel um die deutsche Meisterschaft ein. Am 29. Juni 1963 mussten die „Geißböcke“ aber auf Torjäger Christian Müller (in sechs Endrundenspielen hatte er neun Tore erzielt) verzichten und verloren gegen den westdeutschen Rivalen Borussia Dortmund mit 1:3 Toren. Nach insgesamt 80 Spielen mit 23 Toren war das Kapitel Fußball-Oberliga West 1963 beendet, zur Serie 1963/64 startete die neu installierte Fußball-Bundesliga. In dieser Saison wurde Hornig auch in den Spielen im Europapokal der Landesmeister am 5. September 1962 in Dundee  und am 19. September 1962 in Köln gegen den FC Dundee eingesetzt. Während das erste Spiel mit 1:8 verloren wurde, konnte der 1. FC Köln das Rückspiel mit 4:0 gewinnen, schied aber gleichwohl aus.
Mit dem neuen Trainer Georg Knöpfle und den zwei Nachwuchstalenten Wolfgang Overath und Wolfgang Weber setzte sich der 1. FC Köln in der Debütsaison der Fußball-Bundesliga 1963/64 souverän durch. Mit sechs Punkten Vorsprung und einem Torverhältnis von 78:40 waren die Kölner auch nicht von den auf den Plätzen folgenden Meidericher SV und Eintracht Frankfurt aufzuhalten. Der erste Meister der Fußball-Bundesliga wurde die Mannschaft von Präsident Franz Kremer und Heinz Hornig hatte in 24 Spielen mit sieben Toren seinen Anteil daran. 1964/65 reichte es nicht zur Titelverteidigung. Köln belegte hinter dem SV Werder Bremen den zweiten Rang, Hornig war in 25 Spielen aufgelaufen und hatte sechs Tore erzielt. Besonders in Erinnerung bleiben aber die Spiele im Europapokal der Meister im Viertelfinale gegen den englischen Meister FC Liverpool. Im Rückspiel an der Anfield Road und im Entscheidungsspiel am 24. März 1965 in Rotterdam, das durch den „Münzwurf von Rotterdam“ zu Gunsten von Liverpool entschieden wurde, war das 1,68 m große Leichtgewicht am linken Flügel im Einsatz. Er hatte es dabei in erster Linie mit Außenverteidiger Chris Lawler zu tun. Bei Bundestrainer Helmut Schön hatte er am 13. März beim Länderspiel in Hamburg gegen Italien in der Nationalmannschaft debütiert und dabei mit Friedhelm Konietzka den linken Flügel gebildet. Im Jahr der Fußballweltmeisterschaft 1966 in England belegte er mit Köln in der Bundesliga Platz 5. Borussia Dortmund wurde in der Liga hinter 1860 München Vizemeister und konnte als erste deutsche Mannschaft am 5. Mai 1966 in Glasgow gegen den FC Liverpool – im Halbfinale hatte der BVB Titelverteidiger West Ham United ausgeschaltet – einen Erfolg im Europacup verbuchen. Mit Sigfried Held sowie Linksaußen und Torjäger Lothar Emmerich spielten sich dabei zwei Angreifer in die Spitze. Emmerich und Held nahmen bei der WM 1966 die linken Angriffsplätze im deutschen Team ein und der schnelle und trickreiche, aber auch das Kombinationsspiel beherrschende Hornig kam während des Turniers nicht zum Zuge. Das vorletzte Länderspiel vor England am 1. Juni 1966 in Ludwigshafen gegen Rumänien war damit das letzte Spiel von Heinz Hornig in der Nationalmannschaft. Den deutschen Angriff bildeten Jürgen Grabowski, Lothar Ulsaß, Uwe Seeler, Wolfgang Overath und Hornig.
Zusammen mit den an der Vizeweltmeisterschaft 1966 beteiligten Spielern erhielt er am 30. Juli 1966 das Silberne Lorbeerblatt.
In der Serie 1967/68 trug er mit seiner Spielkunst dazu bei, dass der 1. FC Köln den DFB-Pokal gewann. In der 22. Spielminute brachte er im Endspiel am 9. Juni 1968 die Mannschaft von Trainer Multhaup mit 1:0 gegen den VfL Bochum in Führung. Köln gewann überlegen mit 4:1 Toren. Im europäischen Wettbewerb der Pokalsieger war Hornig 1968/69 bei den Erfolgen gegen Girondins Bordeaux, ADO Den Haag und Randers Freja dabei und scheiterte mit Köln erst im Halbfinale durch eine 1:4-Niederlage im Rückspiel gegen den FC Barcelona, als Josep Fusté in der zweiten Halbzeit mit drei Treffern das Spiel für die Katalanen entschied. In der Serie 1969/70 absolvierte der Routinier noch einmal 20 Bundesligaspiele für den FC und erzielte dabei drei Tore. Nach insgesamt 176 Bundesligapartien mit 33 Toren verabschiedete er sich 1970 aus Köln und wechselte nach Belgien zum RDC Molenbeek, wo er noch bis 1973 aktiv war.

## Nach der Spielerkarriere
Heinz Hornig absolvierte an der Sporthochschule in Köln unter Lehrgangsleiter Hennes Weisweiler die Ausbildung zum Fußball-Lehrer und war als Trainer beim SC Fortuna Köln in der 2. Fußball-Bundesliga in der Rückrunde 1974/75 sowie von Oktober 1975 bis Juni 1976 tätig. Heimisch wurde er in Bad Honnef, wo er in den 1990er Jahren sieben Jahre lang den Oberligisten FV Bad Honnef trainierte.
Seit 1973 ist Heinz Hornig im Bereich Werbeartikel tätig, er gründete 1983 die Heinz Hornig KG. Anfang 1996 wurde er Geschäftsführer der neu gegründeten 1. FC Köln Marketing und Vertriebs GmbH. Zuletzt (Stand 2017) war er Mitglied im Scoutingteam des 1. FC Köln.

## Persönliches
Hornigs Enkel ist der deutsche Fußballspieler Dario Schumacher.

## Vereinsstationen als Spieler und Trainer
als Spieler
- bis 1957 Eintracht Gelsenkirchen
- 1957–1959 FC Schalke 04
- 1959–1962 Rot-Weiss Essen
- 1962–1970 1. FC Köln
- 1970–1973 Royal Daring Club Molenbeek

als Trainer
- SC Köln Weiler-Volkhoven
- 1974–1976 SC Fortuna Köln
- 1978–1980 Bonner SC
- SC Viktoria Köln
- 1. FC Köln Amateure
- SC Jülich 1910
- FV Bad Honnef

### Statistik
- 7 Länderspiele
- 1 B-Länderspiel
- 3 Amateur-Länderspiele
- 1 U23-Länderspiel

Oberliga West
- 21 Spiele, 4 Tore für den 1. FC Köln

Endrunde um die deutsche Meisterschaft
- 7 Spiele, 2 Tore für den 1. FC Köln

1. Bundesliga
- 176 Spiele, 33 Tore für den 1. FC Köln

2. Bundesliga
- 48 Spiele für Fortuna Köln

Westpokal
- 2 Spiele, 1 Tor für den 1. FC Köln

DFB-Pokal
- 17 Spiele, 3 Tore für den 1. FC Köln

Europapokal der Landesmeister; Europapokal der Pokalsieger; UEFA-Pokal
- 24 Spiele, 1 Tor für den 1. FC Köln

### Erfolge
- 1964 Deutscher Meister
- 1965 Deutscher Vize-Meister
- 1966 Vize-Weltmeister
- 1968 DFB-Pokal-Sieger
- 1970 DFB-Pokal-Finale